# Lluminositat (física de partícules)
En física de partícules i en la teoria de la dispersió, la lluminositat (L) és una propietat dels feixos de partícules col·lisionats que ve donada pel ràtio del nombre d'esdeveniments detectats (dN) en un temps determinat (dt) i la secció eficaç d'interacció de les partícules col·lisionats (σ):
{\displaystyle L={\frac {1}{\sigma }}{\frac {dN}{dt}}.}
Té les dimensions de nombre d'esdeveniments per unitat de temps i per unitat d'àrea, i normalment s'expressa en les unitats cgs com a cm−2·s −1 o les unitats no SI de b−1 ·s −1 . A la pràctica, L depèn dels paràmetres del feix de partícules, com ara l'amplada dels feixos i la seva intensitat de partícules (en el cas de col·lisions d'un feix amb un material en repòs, depèn també de les propietats del fitó, com ara la seva mida i densitat).
Una magnitud relacionada és la lluminositat integrada (Lint), que és la integral de la lluminositat respecte del temps:
{\displaystyle L_{\mathrm {int} }=\int L\ dt.}
La lluminositat i la lluminositat integrada són valors útils per caracteritzar el rendiment d'un accelerador de partícules. En particular, tots els experiments de col·lisionadors tenen com a objectiu maximitzar les seves lluminositats integrades, ja que com més elevada sigui aquesta, més dades hi ha disponibles per analitzar.

## Lluminositats assolides a col·lisionadors
Alguns exemples de la lluminositat màxima assolida a diferents col·lisionadorsː
| Col·lisionador | Interacció | L (cm −2 ·s −1 ) |
| -------------- | ---------- | ---------------- |
| SPS            | p + p      | 6,0×1030         |
| Tevatron       | p + p      | 4,0×1032         |
| HERA           | p + e +    | 4,0×1031         |
| LEP            | e − + e +  | 1,0×1032         |
| PEP            | e − + e +  | 3,0×1033         |
| KEKB           | e − + e +  | 2,1×1034         |
| SuperKEKB      | e − + e +  | 2,4×1034         |
| LHC            | p + p      | 2,1×1034         |
| LHC            | p + Pb     | 8,5×1029         |
| LHC            | Pb + Pb    | 6,1×1027         |
| HL-LHC         | p + p      | 5,0×1034         |